# Izvoarele (Livezile), Alba

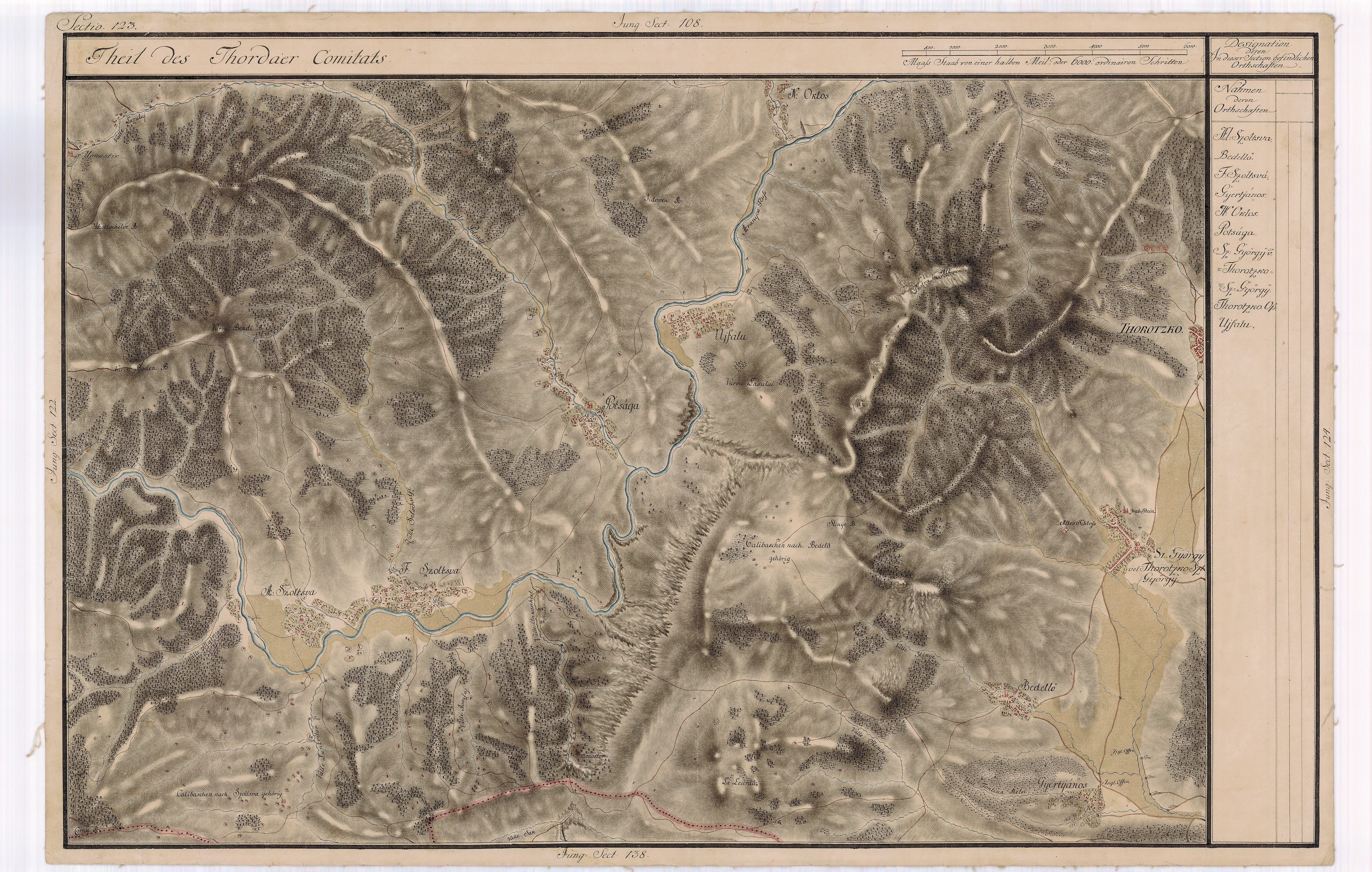
Izvoarele (Livezile) pe Harta Iosefină a Transilvaniei, 1769-1773 (Sectio 123)

Izvoarele (în trecut Bedeleu) este un sat în comuna Livezile din județul Alba, Transilvania, România. Este situată la N-V de municipiul Aiud, la izvoarele Vșii Aiudului, un afluent al râului Mureș.
Pe Harta Iosefină a Transilvaniei din 1769-1773 (Sectio 123), localitatea apare sub numele de „Bedellö”.
La Cheile Vălișoarei (Cheile Aiudului) se poate ajunge pornind din municipiul Aiud părăsind drumul european E81 continuând cu drumul județean 107M, care se termină în localitatea Buru, județul Cluj, apoi pe drumul comunal 67C care duce in mirificul sat de la poalele Masivului Bedeleu. Masivul Bedeleu este locul unde își au locul peste 4000 de izvoare, de unde și denumirea localitatii.